# Operazioni per linee interne
Le operazioni per linee interne sono delle operazioni militari che si basano sul fatto che, se il fronte non è rettilineo, chi si trova entro l'arco del fronte può utilizzare le corde per muovere da un punto all'altro, mentre chi è all'esterno deve muovere lungo gli archi, quindi per arrivare allo stesso punto i due hanno percorsi che possono essere notevolmente diversi. 
In questo modo chi opera per linee interne può concentrare le sue forze sia per l'attacco sia per la difesa, in genere le operazioni per linee interne sono operazioni strategiche, dato che nelle linee è necessario conservare un'area di territorio sufficiente a mantenere i rifornimenti alle truppe operanti sul fronte. Maestro delle operazioni per linee interne fu Federico il Grande che, per tutta la guerra dei sette anni, riuscì a conservare la supremazia strategica su forze superiori.

## Descrizione concettuale
Il concetto di operazioni per linee interne è ben descritto da Raimondo Montecuccoli:
(Raimondo Montecuccoli, Della guerra col turco in Ungheria Libro III, LVII.3, da Le opere di Raimondo Montecuccoli, USSME Vol 2, p. 520)
Sebbene Montecuccoli sia generalmente un fautore delle operazioni su linee divergenti, da lui utilizzate brillantemente e limpidamente teorizzate tuttavia egli riconosce in diversi punti il vantaggio delle operazioni per linee interne, da lui considerate comunque finalizzate a scopi difensivi
Il concetto di "linee interne" fu poi teorizzato estrapolandolo dal concetto di "linee di operazione" di Jomini, individuate come le linee di comunicazione interne ad una zona di operazioni, le linee di operazione quindi sono anche le linee su cui si muovono gli eserciti per arrivare a contatto con il nemico. In questa ottica Jomini definisce le linee di operazione interne (o, tout court, linee interne) come quelle in cui per contrapposti a due (o più) forze nemiche un comandante può operare in tempi minori di quelli richiesti al nemico per concentrare contro di lui una forza superiore. Invece, sempre secondo Jomini, le linee esterne sono quelle utilizzate da una forza armata che opera su entrambi i fianchi del nemico o comunque su due masse nemiche diverse. Da questa definizione risulta che, secondo Jomini, sono preferibili comunque linee di operazione interne, limitando queste linee per il fatto che è preferibile limitare per quanto possibile il numero di linee operative.
Da parte sua Clausewitz è nettamente contrario al concetto stesso di linee interne, da lui considerato unicamente geometrico, quindi è «un nuovo prodotto unilaterale, il quale non può mai giungere alla realtà delle cose».

## Vantaggi e svantaggi
Jomini evidenzia che, nel caso di un esercito operante per linee interne che deve fronteggiare due eserciti operanti per linee esterne, comunque un corpo di osservazione deve essere lasciato di fronte ad uno dei due eserciti nemici, per tenerlo comunque sotto controllo. Questo implica che l'esercito operante per linee interne deve indebolirsi prima di giungere al contatto con il nemico scelto come primo obiettivo. Fra l'altro questo comporta anche le linee interne non devono essere allungate eccessivamente, per evitare che il nemico tenuto sotto controllo attacchi il corpo di osservazione senza che il grosso dell'esercito possa intervenire in tempo utile.
In base a questo principio Jomini ritiene più efficienti le linee interne per eserciti meno numerosi che per eserciti eccessivamente numerosi, che quindi richiedono un tempo maggiore per essere movimentati e maggiore sforzo logistico (notare, a tale proposito, che a Rossbach erano presenti circa 21.000 prussiani contro circa 40.000 franco-imperiali, mentre a Lipsia, considerata un fallimento delle operazioni per linee interne, erano presenti circa 350.000 francesi contro 700.000 alleati).

## Esempi storici

### Campagna di Rossbach-Leuthen

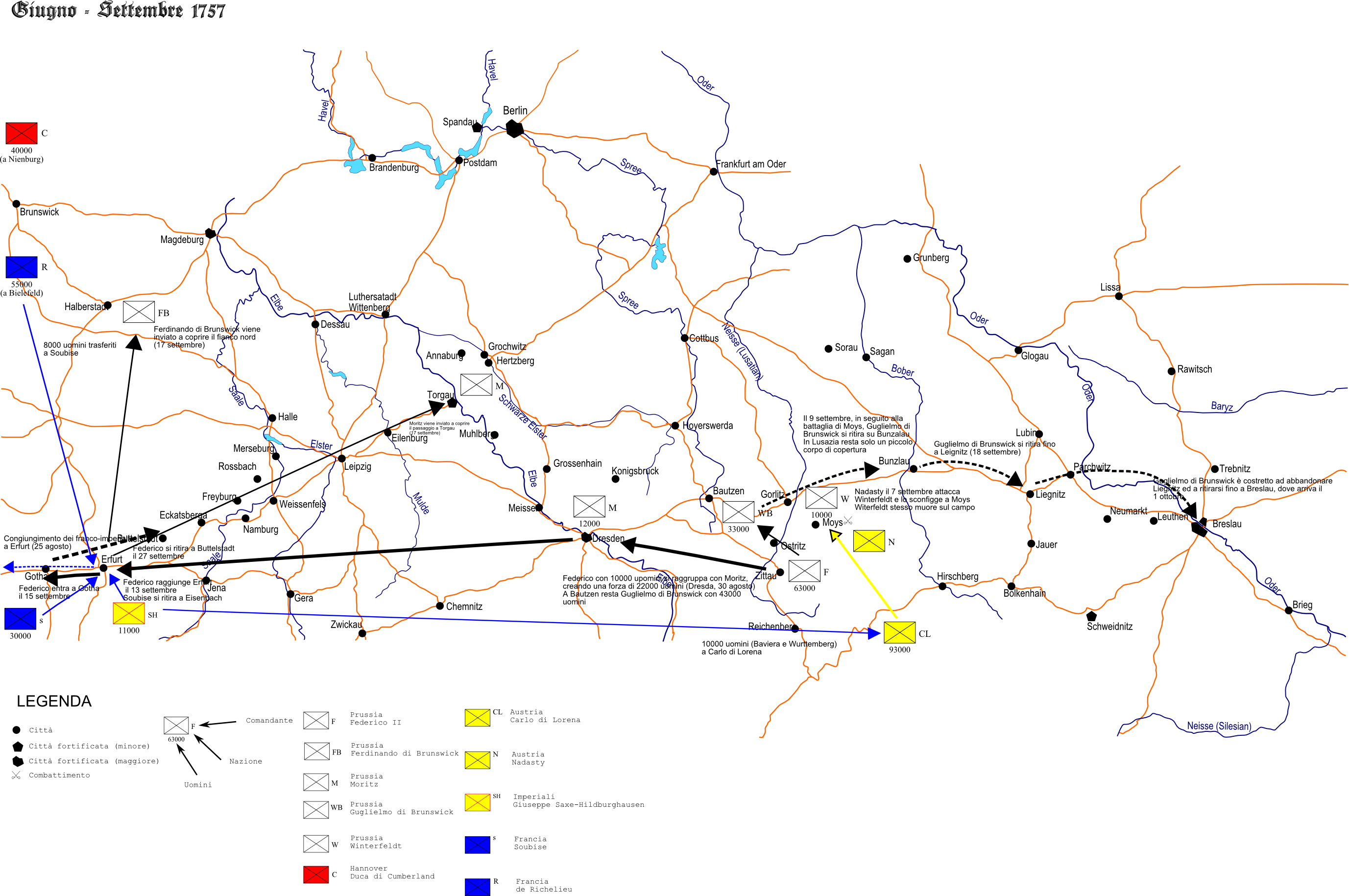
Le operazioni da giugno a settembre

L'anno 1757, iniziato con la vittoriosa battaglia di Praga, si era trasformato per Federico II in un incubo con la severa sconfitta di Kolin e la conseguente cacciata dalla Boemia. Né le cose andavano meglio ad est, dove a Gross-Jägersdorf la forza di schermo contro i russi e gli svedesi era stata sconfitta con severe perdite. Ad ovest la Francia aveva accumulato forze per invadere la Prussia attraverso il Reno, respingendo i prussiani e gli hannoveriani (loro alleati) fino al Weser, tanto che l'8 settembre gli hannoveriani firmavano un trattato di pace con i francesi. A sud una forza mista di francesi e imperiali si stava riunendo fra Strasburgo (Soubise) e Norimberga (Saxe-Hildburghausen) ed al 25 agosto aveva 41000 uomini concentrati ad Erfurt.
Intanto l'esercito vittorioso di Daun si era riunito in Boemia con l'esercito assediato a Praga e, sotto il comando di Carlo di Lorena, era penetrato in Lusazia. Tuttavia Carlo, a cui era stato assegnato il comando per motivi dinastici e non per le sue capacità militari, non aveva esercitato pressioni sul nemico che si stava riorganizzando.
Federico II, intanto, non aveva lasciato che gli eventi seguissero il loro corso, ma, già dal 25 agosto, aveva preso 12000 uomini dal suo esercito per riunirsi con le forze di Moritz von Anhalt-Dessau, schierate davanti ai francesi, con cui si riunì a Dresda il 30 agosto, portando così le su forze a 22000 uomini. In Lusazia restavano 43000 uomini, a Bautzen, sotto il comando di Augusto Guglielmo di Brunswick. A questo punto Federico si mosse verso ovest, facendosi precedere da un'avanguardia di cavalleria comandata da von Seydlitz, che respinse ripetutamente gli ussari della brigata Szecheny, Federico e Seydlitz giunsero il 13 settembre a Erfurt, dove Federico fu accolto con grandi manifestazioni di gioia da parte della popolazione. Intanto Soubise si era ritirato a Eisenach, sorpreso da un'avanzata di 273 km in 13 giorni, estremamente rapida per gli standard dell'epoca. Intanto Federico occupava Gotha (15 settembre) e proseguiva senza fermarsi in città. Informato della capitolazione degli hannoveriani, il 17 settembre Federico inviò Ferdinando di Brunswick verso nord, per creare uno schermo fra lui e de Richelieu (comandante delle forze francesi sul Weser) e Moritz a Torgau per difendere il ponte sull'Elba.
Più o meno nello stesso periodo Federico venne a sapere dell'esito infausto della battaglia di Moys, avvenuta il 7 settembre, dove Carlo di Lorena aveva sconfitto il corpo di osservazione prussiano comandato da Winterfeldt e che questi era morto sul campo. Augusto Guglielmo, per non essere accerchiato dalla forze austriache, si ritirò verso la Slesia, raggiungendo Legnica il 18 settembre, ma perdendo le linee di comunicazione che aveva con Federico, senza che Carlo di Lorena esercitasse pressioni per inseguirlo durante la ritirata. Quando Carlo raggiunse Legnica e iniziò l'attacco, Augusto Guglielmo si ritirò oltre l'Oder raggiungendo Breslavia il 1º ottobre. A questo punto, con la situazione ad est sempre più critica, Federico fu costretto a ritirarsi da Erfurt, senza però che Soubise avanzasse ad est di Gotha, quindi potesse essere impegnato dall'esercito prussiano.

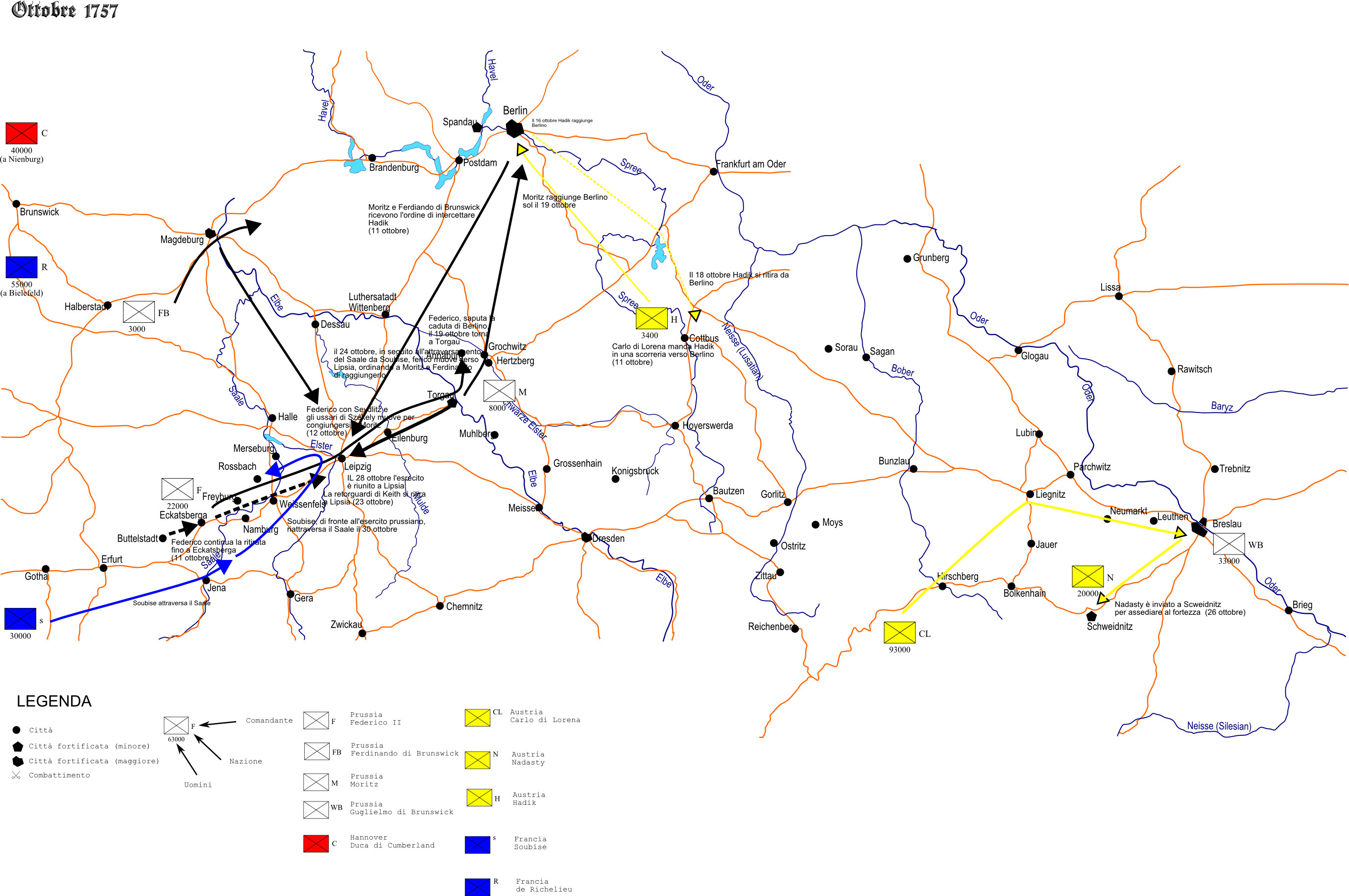
Le operazioni di ottobre

L'11 ottobre l'esercito prussiano si ritirò fino a Eckartsberga, mentre giungeva la notizia che un distaccamento austriaco era in prossimità di Berlino, quindi Federico fece muovere i due corpi di osservazione (quello di Ferdinando di Brunswick e quello di Moritz) in modo che intercettassero gli austriaci. Il giorno successivo Federico si mosse con Seydlitz e la cavalleria per riunirsi ai due corpi di osservazione, lasciando solo un piccolo distaccamento al comando di Keith di fronte ai due eserciti francesi.
Federico mosse sulla linea Lipsia Torgau per arrivare a Berlino prima della forza austriaca (Hadik con 3400 uomini e quattro cannoni). La corsa verso Berlino fu vinta da Hadik, che però, con le sue deboli forze, riuscì solo a impressionare il governatore, ottenendo un riscatto per la città di 225.000 talleri e due dozzine di guanti della Regina Madre (il governatore della città sostenne che fossero stati consegnati solo guanti sinistri), ritirandosi da Berlino il 17 ottobre. Le forze di Moritz, arrivate a Berlino il giorno successivo, non erano in grado di inseguire efficacemente Hadik, ormai troppo lontano. Il 19 ottobre, essendo stato informato degli eventi di Berlino, Federico invertì la marcia tornando verso Torgau, dove il 24 ottobre, seppe che i francesi stavano muovendo verso est e avevano attraversato il Saale. Federico ordinò a Moritz e Ferdinando di Brunswick di ricongiungersi con le sue forze a ovest, per impegnare le forze di Soubise, il congiungimento avvenne a Lipsia il 28 ottobre. Nei quattro giorni in cui rimase a Lipsia Federico ebbe anche la buona notizia che le forze russe si stavano ritirando verso est e la notizia, in quel momento ancora migliore, che la corona d'Inghilterra ed Hannover avevano denunciato l'armistizio dell'8 settembre e chiedevano a Federico di unire le loro forze al suo esercito.

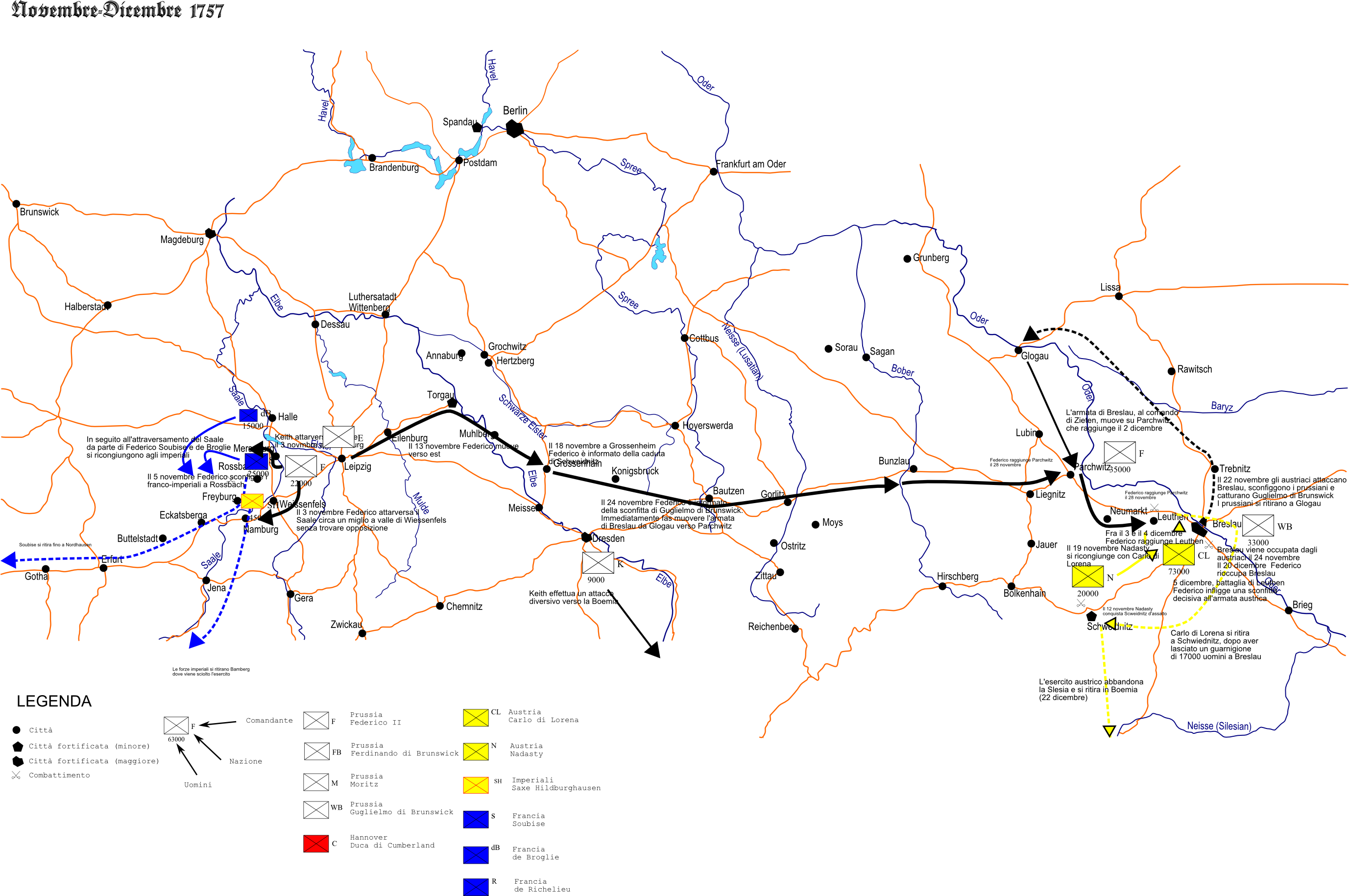
Le operazioni di novembre (battaglia di Rossbach) e dicembre (battaglia di Leuthen)

Il 30 ottobre Federico mosse da Lipsia verso Soubise, incontrando quasi subito il nemico, che si ritirò oltre il Saale dopo un breve scontro con l'avanguardia dell'esercito prussiano. I prussiani al comando di Federico attraversarono il Saale il 3 novembre circa un miglio a valle di Merseburg (dove era stato bruciato il ponte esistente), mentre le forze di Keith e di Ferdinando di Brunswick cercavano altri punti per il passaggio, trovandoli già presidiati dalle forze francesi. Tuttavia i francesi, saputo che una forza consistente aveva già superato il fiume, si ritirarono per ricongiungersi con le forze imperiali presso Müchelin, facendo piani per aggirare l'ala sinistra di Federico e costringerlo a ritirarsi dalla Sassonia. Ora però Federico aveva il suo esercito al completo di fronte agli alleati franco-imperiali.
Il 5 novembre Federico si scontrò con Soubise presso Rossbach, e, mentre gli imperiali (Reichsarmee) tentavano l'avvolgimento sul suo fianco sinistro, Federico ritirò l'ala destra, mandandola all'attacco dell'ala marciante nemica (alla sua sinistra). Gli alleati, presi alla sprovvista, furono ricacciati in disordine. A sera gli alleati erano in rotta, con solo due reggimenti svizzeri che coprivano la fuga dell'armata. Federico con 22000 uomini aveva sconfitto più di 45000 franco imperiali, che avevano subito la perdita di 8000 uomini (3000 morti o feriti e 5000 prigionieri) e di 67 cannoni, mentre i prussiani avevano avuto solo 550 morti.
Dopo la battaglia i reggimenti imperiali si sciolsero e furono richiamati solo l'anno successivo, mentre Soubise si ritirò oltre Friburgo, bruciando i ponti in tale località. Federico, invece di inseguire il nemico, mosse immediatamente verso la Slesia, dove lo aspettava l'esercito austriaco. Intanto gli austriaci il 12 novembre avevano occupato la fortezza di Schweidnitz e Carlo di Lorena teneva impegnato Augusto Guglielmo a Breslavia. Il 13 novembre Federico, con 13000 uomini, mosse verso est, lasciando il fratello Enrico a tenere sotto controllo la Sassonia ed il maresciallo Keith con 9000 uomini ad effettuare un'azione diversiva in Boemia.
Carlo di Lorena, appena saputo che i francesi erano stati sconfitti a Rossbach, non ebbe dubbi che Federico stesse marciando per portare aiuto ad Augusto Guglielmo, quindi decise di risolvere la questione della Slesia prima dell'arrivo dei rinforzi prussiani. Il 22 novembre attaccò Guglielmo Augusto, e, dopo un feroce combattimento per forzare i ponti sull'Oder, riuscì a cacciare le forze prussiane dalla loro posizioni, prendendo prigioniero lo stesso Guglielmo Augusto. Il 24 novembre la città cadeva, mentre la guarnigione, composta per la maggior parte di slesiani, passava in gran parte al servizio dell'Austria. In quel momento gli austriaci avevano riacquistato il controllo della Slesia, dopo 17 anni, ed avevano la possibilità di conservarlo, purché riuscissero a sconfiggere Federico prima che questi rioccupasse i centri strategici della regione.
Federico seppe dell'esito della Battaglia di Breslavia e della cattura di Guglielmo Augusto il 24 novembre, e seppe anche che l'esercito di Guglielmo Augusto si stava ritirando verso Głogów. A quel punto mosse verso Parchwitz, ordinando all'esercito di Breslavia di muovere verso la stessa città, per ricongiungersi il 2 dicembre, e dando il comando di quella forza a Zieten. Federico aveva deciso di arrivare ad uno scontro decisivo con gli austriaci prima che questi potessero prendere i quartieri d'inverno, quindi continuò la sua marcia arrivando a Parchwitz il 28 novembre, dopo una marcia di 290 km in 15 giorni. Il 2 dicembre arrivarono le truppe di Zieten, portando la forza di Federico a 35000 uomini, quasi tutti prussiani, ed il re chiamò a rapporto tutti sui ufficiali, fino a livello battaglione, per il giorno successivo. Davanti a tutti i suoi ufficiali Federico rivolse loro un discorso in tedesco (generalmente parlava francese) per far capire loro l'importanza dell'evento, quel discorso è noto come il discorso di Parchwitz, in cui Federico disse che la rioccupazione di Breslavia era una questione di vita o di morte per la Prussia, e quindi che stavano combattendo sì per la gloria, ma anche per le loro case e le loro famiglie. Il giorno successivo l'esercito mosse verso le posizioni austriache, catturando, quasi senza colpo ferire, tutti i rifornimenti di pane e farina del nemico, che abbandonò le posizioni fortificate, per riunirsi oltre i fiume Lohe per accamparsi attorno ai villaggi di Frobelwitz e Leuthen.
La mattina dopo alle 4 del mattino l'esercito prussiano si svegliava, senza che venissero dati i segnali con i tamburi, e cominciava a marciare in silenzio su Leuthen. Carlo di Lorena e Daun portarono le loro truppe su una linea nord-sud lunga circa 9 km davanti alla strada per Breslavia. Federico, con una marcia di fianco, si portò in ordine obliquo sull'ala sinistra degli austriaci, mentre Carlo di Lorena inviava le sue migliori truppe a rinforzare l'ala destra. L'attacco iniziò alle 1.00 pomeridiane, con i battaglioni scalati di 50 passi, provocando il collasso dell'ala sinistra e di parte del centro, preso alle spalle, austriaci. Carlo di Lorena fece muovere la sua cavalleria verso sud per bloccare l'ala marciante di Federico, azione che permise alle fanterie austriache di occupare il villaggio di Leuthen, sia pure a costo di gravissime perdite della cavalleria, falciata dall'artiglieria prussiana. La lotta si accese entro il villaggio e attorno alla chiesa cattolica, organizzata come punto di difesa dagli austriaci, che venne conquistata solo alle 4.00 pomeridiane. Intanto all'ala destra austriaca, la carica di 65 squadroni di cavalleria contro i prussiani era presa di fianco dalla controcarica prussiana e, in una mischia rapida e feroce, venne fermata prima che raggiungesse le fanterie e le artiglierie prussiane. Al calar della notte gli austriaci si ritirarono dal campo di battaglia. Nel corso della serata i battaglioni di fanteria prussiani riuscirono ad occupare il ponte sull'Oder a Lissa. Il giorno successivo venne fatto il coro delle perdite: circa 6400 prussiani, di cui 1175 morti e quasi 10000 austriaci persi, di cui 3000 morti, e 22000 catturati, 46 bandiere e 131 cannoni persi.
Il 22 dicembre gli austriaci si ritirarono dalla Slesia in Boemia. Il 20 dicembre la guarnigione di Breslavia si era arresa ed il re di Prussia si era stabilito in città, dove rimase fino al marzo 1758.